# Ćelijska adhezija
Ćelijska adhezija je proces kojim ćelije formiraju interakcije i pričvršćuju se za svoje ćelijske susede pomoću specijalizovanih molekula na ćelijskoj površini. Ovaj proces se može odvijati pomoću direktnog kontakta između ćelijskih površina ili putem indirektnih interakcija, pri čemu se ćelije vezuju za okružujući vanćelijski matriks, strukturu sličnu gelu koja sadrži molekule koje su ćelije izlučile u prostor između sebe. Ćelijska adhezija se javlja usled interakcija između ćelijskih adhezionih molekula (CAM), transmembranskih proteina lociranih na ćelijskoj površini. Ćelijskom adhezijom se povezuju ćelije na različite načine. Ona može da učestvuje u transdukciji signala, pri čemu ćelije detektuju i odgovaraju na promene u svom okruženju. Neki od drugih ćelijskih procesa regulisanih ćelijskom adhezijom su ćelijska migracija i razviće tkiva kod višećelijskih organizama. Promene ćelijske adhezije mogu da ometu važne ćelijske procese i da dovedu do raznih bolesti, uključujući kancer i artritis. Ćelijska adhezija je isto tako esencijalna za infektivne organizme, kao što su bakterije i virusi, pri uzorkovanju bolesti.

## Literatura
- Alberts, Bruce; Johnson, Alexander; Lewis, Julian; Morgan, David; Raff, Martin; Roberts, Keith; Walter, Peter (2014). Molecular Biology of the Cell (6th изд.). Garland Science. ISBN 9780815344322.